# Cesante (funcionario)
Se entiende como cesante la situación de un funcionario que, por decisión superior, es privado de su empleo, quedando en algunos casos con parte del sueldo, o devuelto a él, dependiendo del Gobierno del momento.

## Historia
En la historia contemporánea de España, especialmente en el siglo XIX, era una situación generalizada producida a causa de los frecuentes cambios de gobierno, especialmente a partir de 1854. Su aplicación buscaba colocar a personas adeptas (redes clientelares, caciquismo), en ciertos cargos sin tener en cuenta su idoneidad para el cargo.

"El cesante. Uno de estos tipos peculiares de nuestra época, y tan frecuentes en ella como desconocidos fueron de nuestros padres es, sin duda alguna, el hombre público reducido a esta especie de muerte civil, conocida en el diccionario moderno bajo el nombre de cesantía, y ocasionada, no por la notoria incapacidad del sujeto, no por la necesidad de su reposo, no, en fin, por los delitos o faltas cometidos en el desempeño de su destino, sino por un capricho de la fortuna o más bien de los que mandan a la fortuna, por un vaivén político, por un fiat ministerial, por aquella ley, en fin, de la física que no permite a dos cuerpos ocupar simultáneamente el mismo espacio."
 Mesonero Romanos

Se dieron numerosos debates sobre las disfunciones que generaba este sistema que, junto a las crecientes necesidades de tecnificar y profesionalizar el funcionariado, fundamentalmente a finales del siglo XIX, necesitaban una pronta solución. Ya Antonio Maura, en un discurso pronunciado en la Academia de Jurisprudencia en 1898, planteaba el estado de la cuestión. Fue en el Estatuto de 1918 donde se recogió la idea de la inamovilidad de los funcionarios, medida que buscaba la independencia de la Función Pública.
En la ficción, es reflejado en la novela Miau de Benito Pérez Galdós, y en el cuento El Rey Baltasar de Leopoldo Alas "Clarín"